# Thu hải đường đốm
Thu hải đường đốm (danh pháp: Begonia guttata) là một loài thực vật có hoa trong họ Thu hải đường. Loài này được Wall. ex A.DC. miêu tả khoa học đầu tiên năm 1864.